# رمز الوقت الخطي
رمز الوقت الخطي (أو الطولي) (LTC) هو ترميز بيانات الرمز الزمني في إشارة صوتية، كما هو محدد في مواصفات SMPTE 12M. يتم تسجيل الإشارة الصوتية عادة على مسار VTR أو وسائط تخزين أخرى. يتم ترميز البتات باستخدام رمز العلامة ثنائية الطور (المعروف أيضا باسم FM): يحتوي بت 0 على انتقال واحد في بداية فترة البت. يحتوي البت 1 على انتقالين، في بداية ومنتصف الفترة. هذا الترميز هو تسجيل الذاتي. يتم إنهاء كل إطار بواسطة «كلمة مزامنة» لها علاقة مزامنة محددة مسبقا مع أي محتوى فيديو أو فيلم.
بت خاص في الإطار الزمني الخطي، بت تصحيح علامة ثنائية، يضمن أن هناك عدد حتى من التحولات AC في كل إطار رمز زمني.
صوت LTC الخطية هو التنافر والضوضاء المميزة، وقد استخدمت كاختزال المؤثرات الصوتية للإشارة إلى القياس عن بعد أو أجهزة الكمبيوتر.
في حالات الفيديو الإذاعي، يجب ربط مولد LTC بالاندفاع الأسود للمنزل، كما هو الحال مع جميع الأجهزة التي تستخدم الكود الزمني، لضمان تأطير اللون الصحيح والتزامن الصحيح لجميع الساعات الرقمية. عند مزامنة عدة أجهزة رقمية تعتمد على الساعة مع الفيديو، مثل مسجلات الصوت الرقمية، يجب توصيل الأجهزة بإشارة ساعة كلمة شائعة مشتقة من إشارة انفجار المنزل السوداء. يمكن تحقيق ذلك باستخدام مولد يولد كلًا من الدفعة السوداء والساعة الكلامية التي يتم حلها عبر الفيديو، أو عن طريق مزامنة الجهاز الرقمي الرئيسي مع الفيديو، ومزامنة جميع الأجهزة اللاحقة مع إخراج الساعة الكلامية للجهاز الرقمي الرئيسي (وإلى LTC).
يتكون من 80 بت لكل إطار، حيث قد يكون هناك 24 أو 25 أو 30 إطارًا في الثانية، ويختلف رمز الوقت LTC من 960 هرتز (أصفار ثنائية بمعدل 24 إطارًا / ثانية) حتى 2400 هرتز (ثنائية بمعدل 30 إطارًا / ثانية)، وبالتالي فهي مريحة في نطاق تردد الصوت. يمكن أن توجد LTC كإشارة متوازنة أو غير متوازنة، ويمكن معاملتها كإشارة صوتية فيما يتعلق بالتوزيع. مثل الصوت، يمكن توزيع LTC عن طريق أسلاك الصوت القياسية والموصلات ومضخمات التوزيع ووحدات التصحيح، ويمكن عزلها عن الأرض باستخدام محولات الصوت. يمكن أيضًا توزيعه عبر كبل فيديو 75 أوم ومضخمات توزيع الفيديو، على الرغم من أن توهين الجهد الناتج عن استخدام نظام 75 أوم قد يتسبب في انخفاض الإشارة إلى مستوى لا يمكن لبعض الأجهزة قراءته.
يجب توخي الحذر مع الصوت التناظري لتجنب «الاختراق» المسموع (المعروف أيضًا باسم «الحديث المتبادل») من مسار LTC إلى المسارات الصوتية.
رعاية LTC :
- تجنب الأصوات الطرقية القريبة من LTC
- لا تقم أبدًا بمعالجة LTC مع تقليل الضوضاء أو مكافئ أو ضاغط
- السماح لما قبل لفة وما بعد لفة.
- لإنشاء رمز زمني سلبي، أضف ساعة واحدة إلى وقت (تجنب تأثير منتصف الليل)
- ضع دائمًا أبطأ جهاز كجهاز رئيسي

## تنسيق بيانات الرمز الزمني الطولي

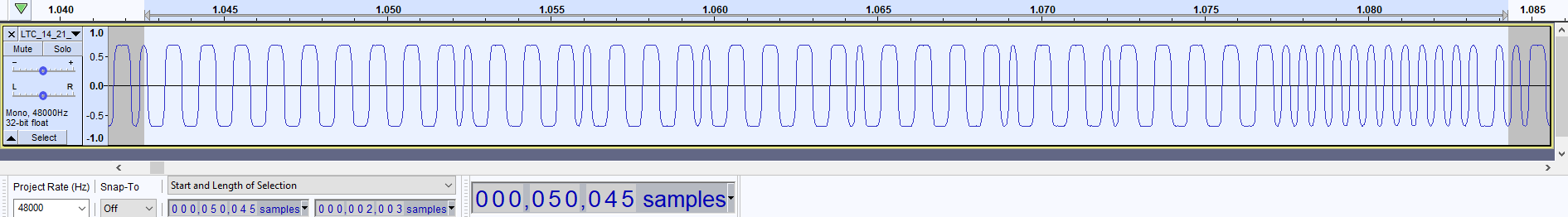
شكل موجة رمز الوقت الخطي كما هو معروض في الجرأة مع تمييز إطار بيانات 80 بت

التنسيق الأساسي هو رمز 80 بت الذي يعطي الوقت من اليوم إلى الثاني، ورقم الإطار ضمن الثانية. يتم تخزين القيم في عشري ثنائي مرمزة، بت الأقل أهمية أولا. هناك اثنين وثلاثون بت من بيانات المستخدم، وعادة ما تستخدم لرقم بكرة والتاريخ.
- يتم تعيين البت 10 على 1 إذا كان ترقيم إطار الإسقاط قيد الاستخدام؛ يتم تخطي رقم الإطارين 0 و 1 خلال الثانية الأولى من كل دقيقة، باستثناء مضاعفات 10 دقائق. هذا يحول رمز الوقت 30 إطار / ثانية إلى 29.97 إطار / ثانية إن تي إس سي القياسية.
- يتم تعيين بت 11، بتة تأطير اللون، على 1 إذا تمت مزامنة رمز الوقت مع إشارة فيديو ملونة. يجب الاحتفاظ بمقياس رقم الإطار 2 (لـ NTSC وسيكام) أو النموذج 4 (لـ بال) عبر القطع لتجنب قفزات الطور في الناقل الفرعي للتلوين.
- تختلف البتات 27 و 43 و 59 بين كود الوقت 25 إطارًا / ثانية ومعدلات الإطارات الأخرى (30 أو 29.97 أو 24).[1][2] البتات هي:
  - «بتة تصحيح الاستقطاب» (بت 59 عند 25 إطارًا / ثانية، بتة 27 بمعدلات أخرى): يتم اختيار هذه البتة لتوفير عدد زوجي من 0 بت في الإطار بأكمله، بما في ذلك شفرة المزامنة. (نظرًا لأن الإطار هو عدد زوجي من البتات الطويلة، فإن هذا يشير إلى عدد زوجي من 1 بت، وبالتالي فهو بت تعادل زوجي. نظرًا لأن شفرة المزامنة تتضمن عددًا فرديًا من 1 بت، فهي عبارة عن بت تكافؤ فردي فوق البيانات.) هذا يحافظ على اتساق طور كل إطار، لذلك يبدأ دائمًا بحافة صاعدة في بداية البتة 0. يتيح ذلك الربط السلس لرموز الوقت المختلفة، ويتيح قراءتها بسهولة أكبر باستخدام مرسمة الذبذبات.
  - «علم المجموعة الثنائية» بت BGF0 و BGF2 (بت 27 و 43 عند 25 إطارًا / ثانية، بتات 43 و 59 بمعدلات أخرى): تشير هذه إلى تنسيق بتات المستخدم. يشير كلا 0 إلى عدم وجود تنسيق (أو غير محدد). تشير مجموعة BGF0 فقط إلى أربعة أحرف مكونة من 8 بتات (يتم إرسالها بأحرف صغيرة). المجموعات مع مجموعة BGF2 محجوزة.[1]
- يتم تعريف البت 58، غير المستخدم في الإصدارات السابقة من المواصفات، على أنه «علامة المجموعة الثنائية 1» ويشير إلى أن رمز الوقت متزامن مع ساعة خارجية.[1] إذا كان صفرًا، يكون الأصل الزمني عشوائيًا.
- يشتمل نمط المزامنة في البتات من 64 إلى 79 على 12 بت 1 متتالية، والتي لا يمكن أن تظهر في أي مكان آخر في رمز الوقت. بافتراض أن جميع وحدات بت المستخدم مضبوطة على 1، فإن أطول فترة تشغيل من 1 بت يمكن أن تظهر في مكان آخر في رمز الوقت هي 10 بتات من 9 إلى 18 شاملة.
- نمط المزامنة مسبوق بـ 00 ويليه 01. يستخدم هذا لتحديد ما إذا كان الشريط الصوتي يعمل للأمام أو للخلف.[3][4]